# Wettlauf mit dem weißen Tod
Wettlauf mit dem weißen Tod (Originaltitel: Trapped: Buried Alive) ist ein US-amerikanischer Katastrophenfernsehfilm aus dem Jahr 2002 von Doug Campbell, der gemeinsam mit Tim McKay das Drehbuch schrieb. Als Hauptdarsteller werden Jack Wagner, Gabrielle Carteris und Aubrey Dollar geführt.

## Handlung
Architekt Michael Cooper, verantwortlich für die Planung eines neuen Skiresorts, wird zur Einweihung der Anlage in das Wintersportgebiet eingeladen. Begleitet wird er von seiner Tochter Paige aus erster Ehe und seiner neuen Ehefrau Emily. Die beiden haben zum Unmut Michaels kein gutes Verhältnis. Da Paige den Tod ihrer Mutter bisher nicht verkraften konnte, gibt es immer wieder Konflikte zwischen den beiden.
Derweil kontaktieren Lawinenexperten die Betreiber des Skiresorts und raten aufgrund der aktuellen Wetterverhältnisse von einer Öffnung der Anlage ab. Die Betreiber schießen die Warnungen in den Wind und eröffnen dennoch das Hotel inklusive des dazugehörenden Skilift. Bereits nach kurzer Zeit ereignet sich die Katastrophe: Eine große Lawine löst sich und begräbt das Hotel samt Gästen unter meterdickem Schnee, Eis und Geröll. Die verschütteten Gäste unternehmen sofort Maßnahmen, um sich aus der Lawine zu befreien.
Währenddessen treffen Rettungsmannschaften ein, die sofort damit beginnen, die Verschütteten zu orten und zu bergen. Erneut verkünden die Lawinenexperten, dass die Gefahr bestehe, dass sich eine zweite Lawine lösen könnte. Diese wäre dazu in der Lage, das bereits stark beschädigte Hotel zum Einsturz zu bringen, was den Tod der im Schnee Gefangenen innerhalb der Hotelanlage bedeuten würde.

## Hintergrund
Als Drehort diente das Killington Ski Resort bei Killington im US-Bundesstaat Vermont.
Seine Premiere in den USA feierte der Film am 1. Februar 2002. Er erschien auch unter den Titeln Danger: Avalanche! und Trapped: Beneath the Snow.

## Rezeption
„Handelsüblicher Katastrophenfilm mit den genretypischen Verwerfungen, die sich im Wettlauf gegen die Zeit in Wohlgefallen auflösen.“

Im Audience Score, der Publikumsbewertung auf Rotten Tomatoes, erhielt der Film bei über 500 Bewertungen eine Wertung von 52 %. In der Internet Movie Database hat der Film bei über 515 Stimmenabgaben eine Wertung von 4,3 von 10,0 möglichen Sternen (Stand: 22. Oktober 2022).